# Důlní sebezáchranný přístroj ZP 4

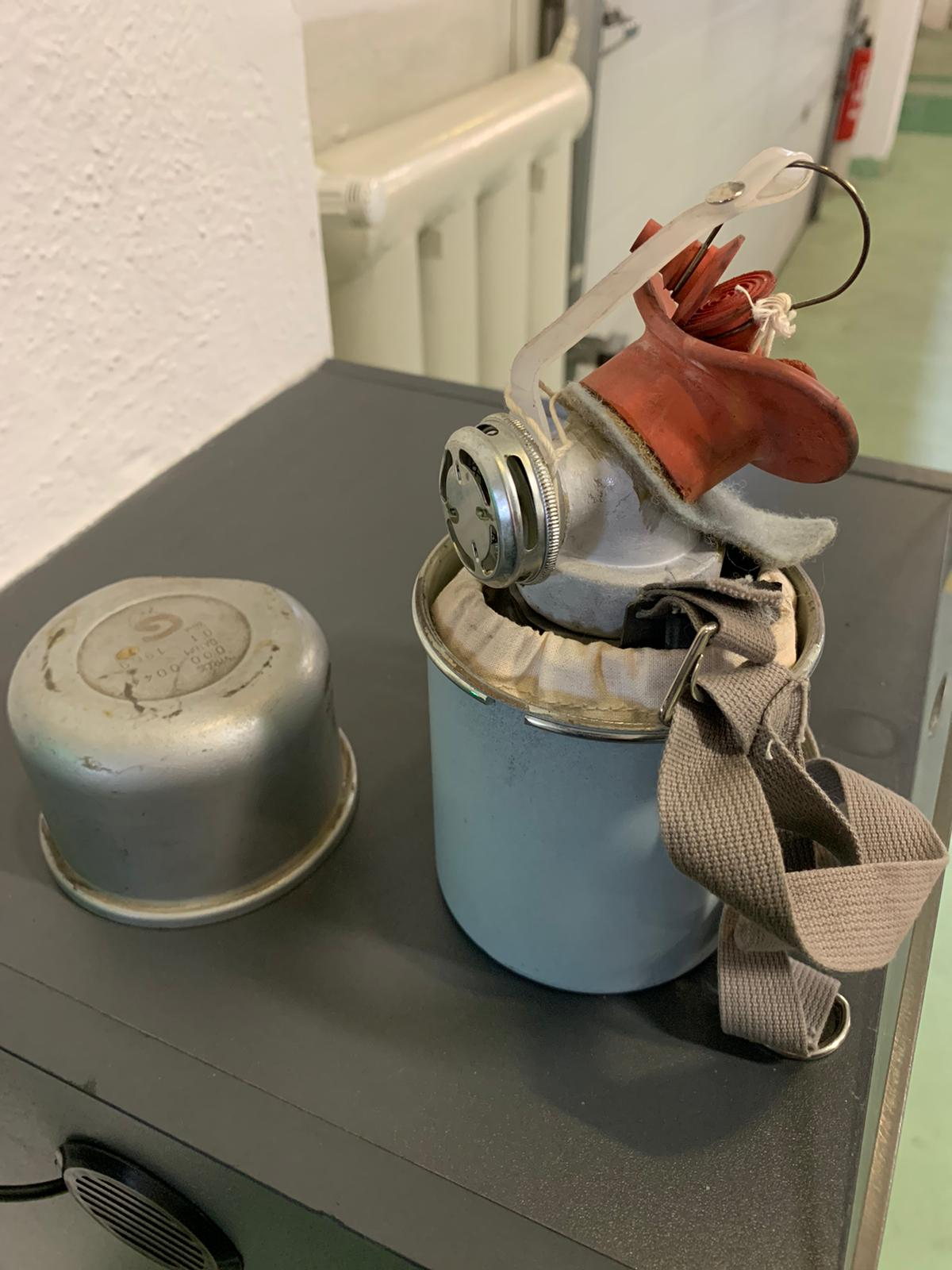
Sebezáchranný přístroj ZP 4

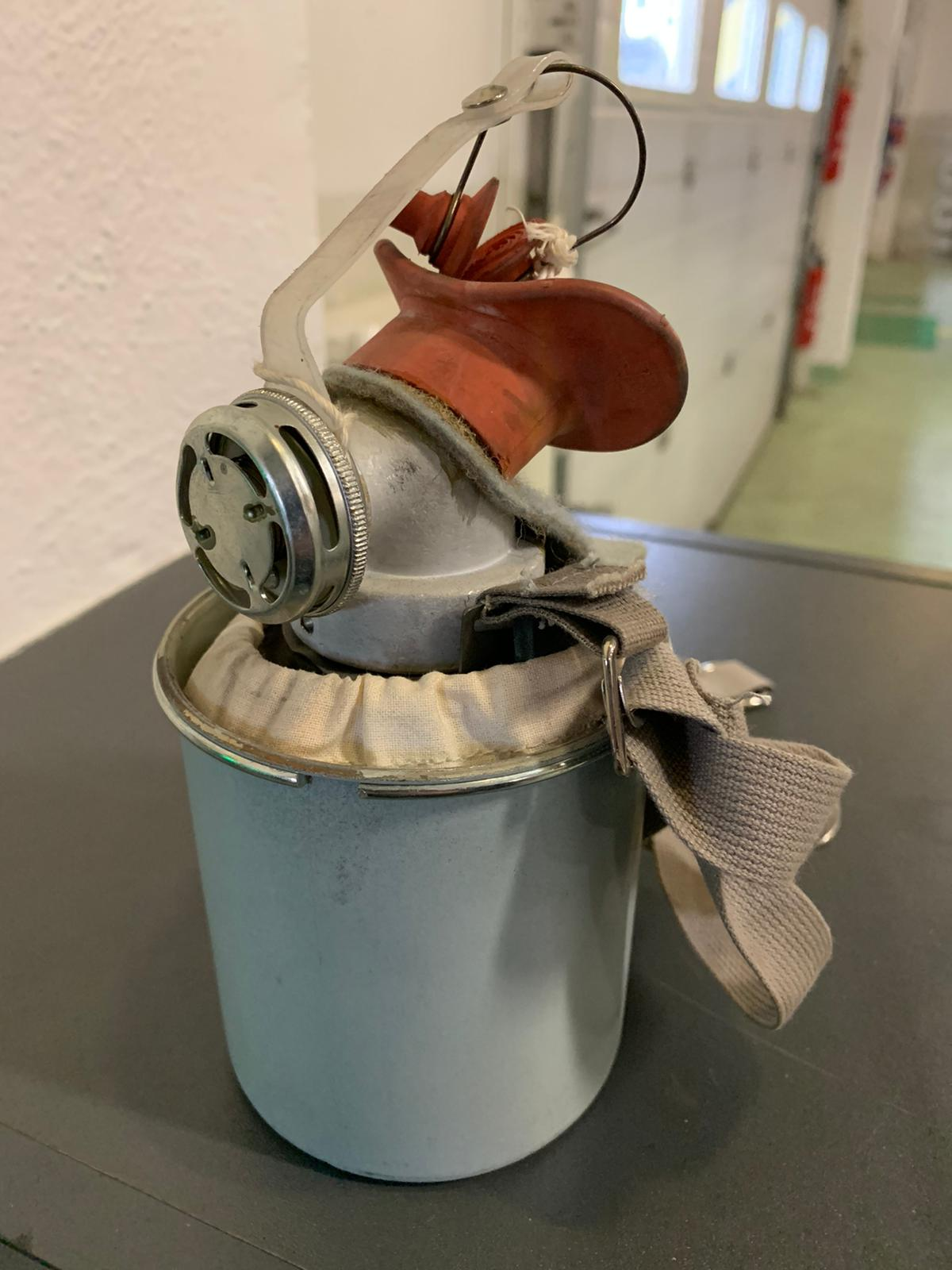
ZP 4

Důlní sebezáchranný přístroj ZP 4 byl filtrační, dýchací, sebeevakuační přístroj pro ochranu horníků před působením oxidu uhelnatého při důlních požárech v důlních prostorech. V roce 1951 byl v Československu zahájen vývoj, v roce 1953 byla zahájena sériová výroba a v roce 1956 byly všechny doly v OKR vybaveny filtračním sebezáchranným přístrojem, který nesl název ZP 1 a následně ZP 3. Přístroj ZP 4 se lišil od přístrojů ZP 1 - 3 velikosti, tvarem a způsobem otevírání pouzdra. Nevýhodou přístroje bylo, že při úniku z postižené části dolu nesmělo dojít v okolním ovzduší k poklesu kyslíku pod 17 %. Se samostatným přístrojem ZP 4 musel být prokazatelně seznámen každý zaměstnanec, který fáral do dolu. Tyto přístroje byly nahrazeny sebezáchrannými přístroji s chemicky vyvíjeným kyslíkem řady ŠŠS - typy - ŠS 5M, ŠSS 7, ŠSS 1PV, 1PVM KS. Výroba filtračních sebezáchranných přístrojů byla definitivně ukončena v roce 1998.

## Popis
Hlavní částí přístroje byl filtr, který obsahoval sušidlo a katalyzátor hopkalit. Na hopkalitu se vzdušiny zbavují oxidu uhelnatého katalytickou reakcí. Váha přístroje byla 1,1 kg a ochranná doba přístroje dosahovala 45 minut.
ZP-4 také poskytoval krátkodobou ochranu proti kyselým plynům, které vznikají při hoření jako je jedovatý oxid siřičitý, chlorovodík, fosgen (hoření izolace kabelů z PVC) a další.
Přístroj se skládá:
- Nosní svorka
- Ústenka
- Výdechový ventil
- Vrstva hopkalitu
- Vrstva sušidla
- Jemný mechanický filtr
- Hrubý mechanický filtr
- Pryžový ochranný kříž

Technické parametry:
- rozměry: průměr 100 mm, výšky 180 mm
- hmotnost: 1,1 kg, z toho vlastní přístroj 0,6 až 0,65 kg
- ochranná doba: 45 minut

### Starší typy sebezáchranného přístroje

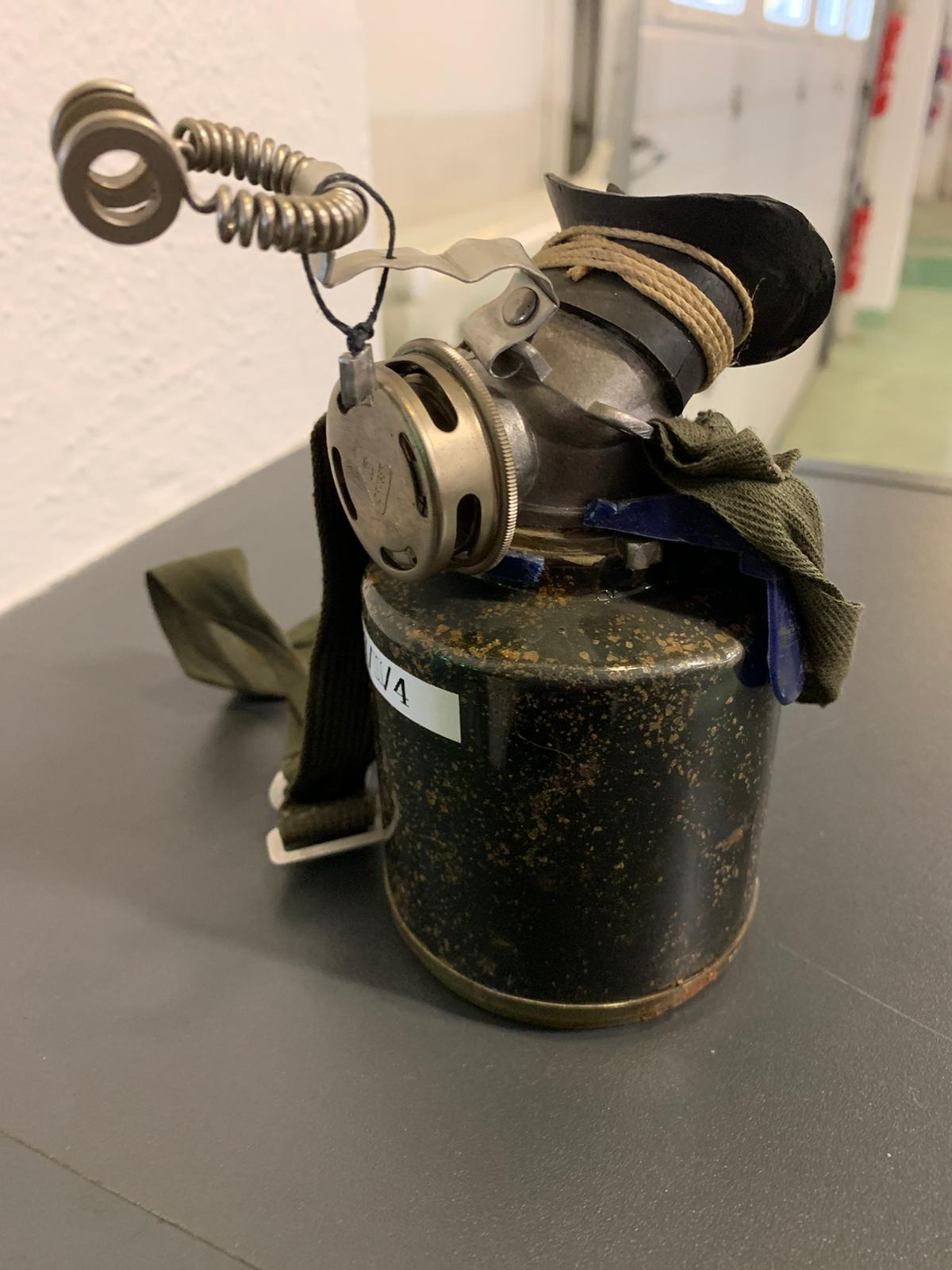
Starší typ sebezáchranného přístroje ZP 62
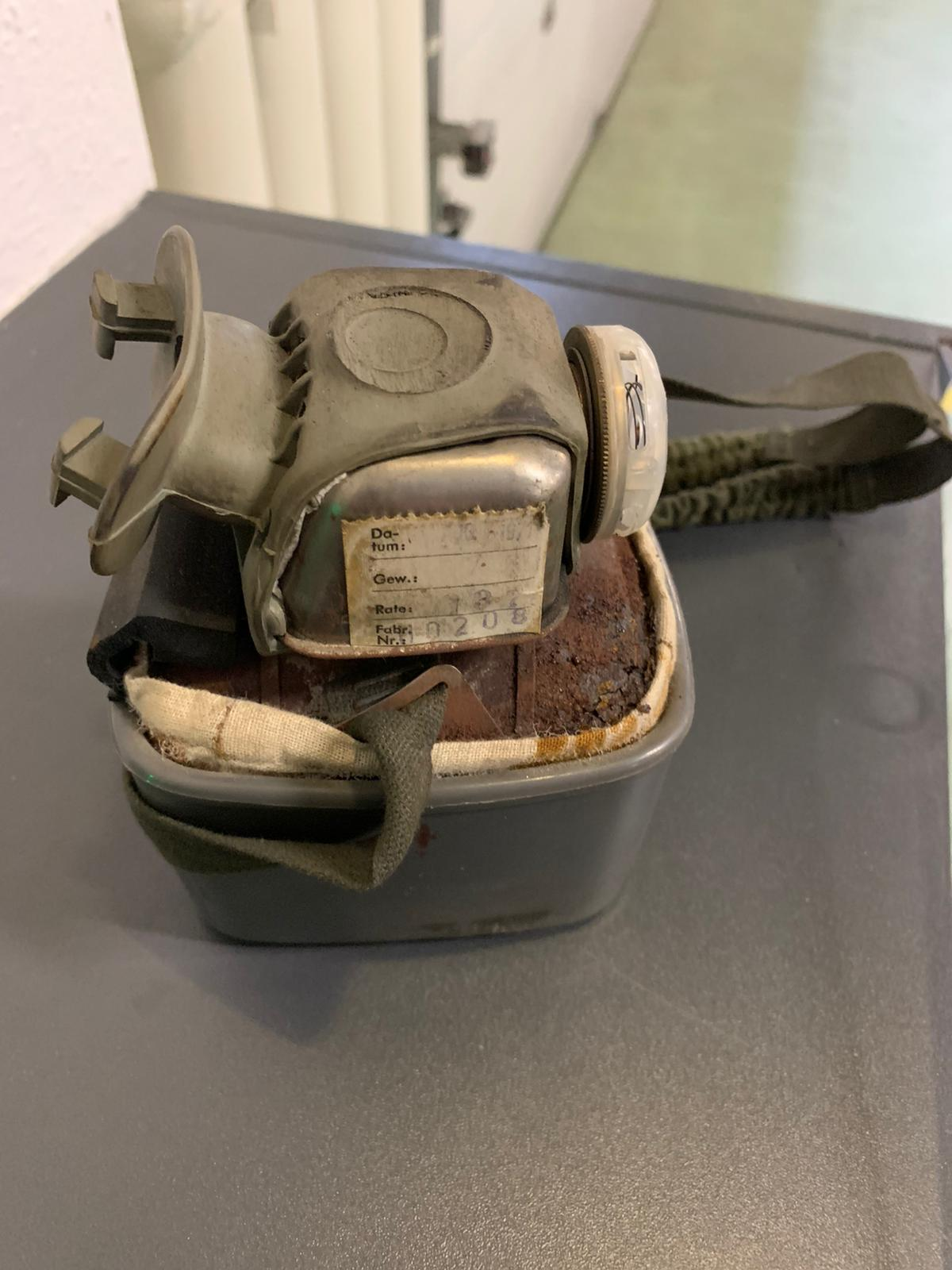
Starší typ sebezáchranného přístroje ZP
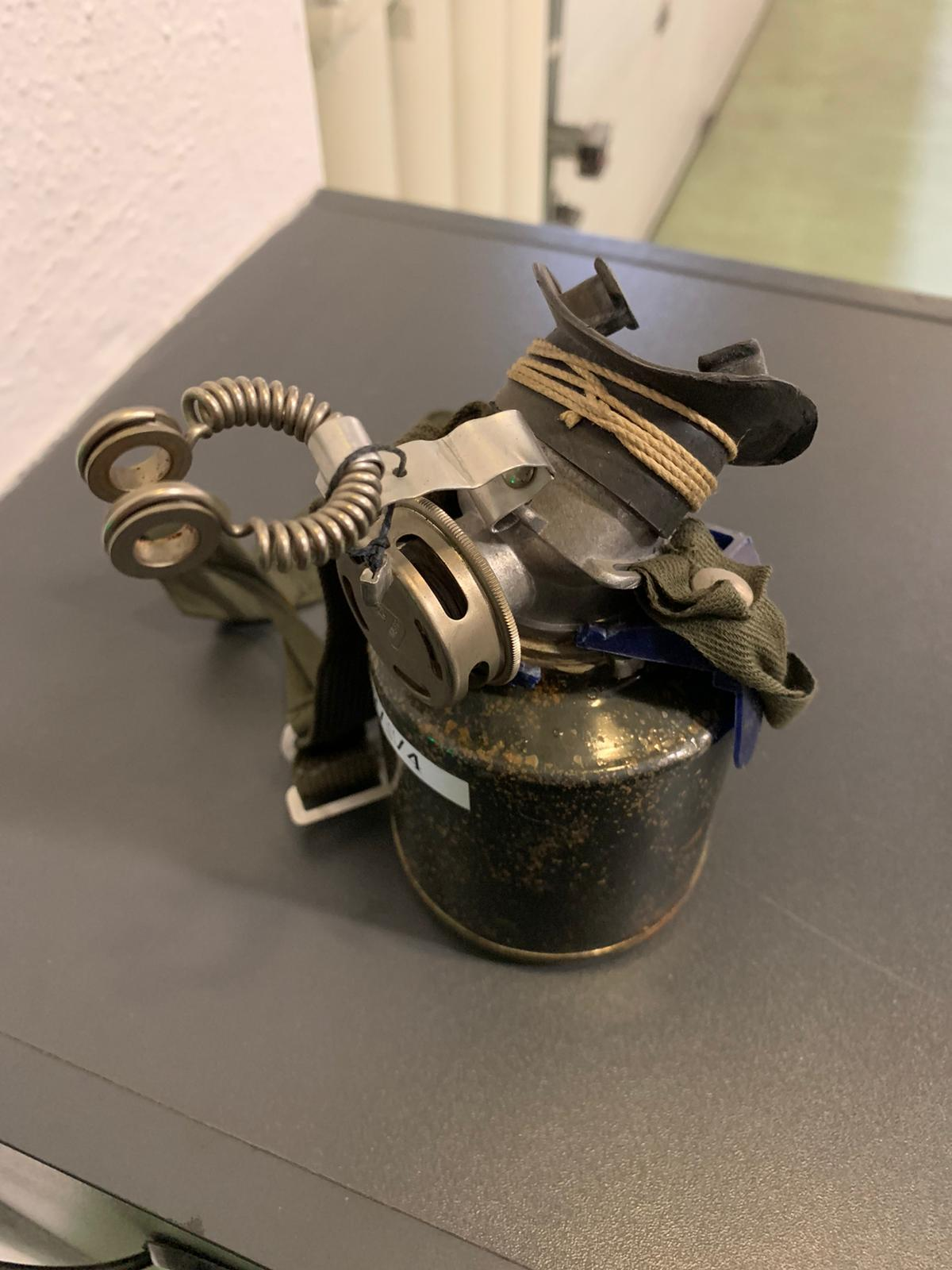
Starší typ sebezáchranného přístroje ZP 62
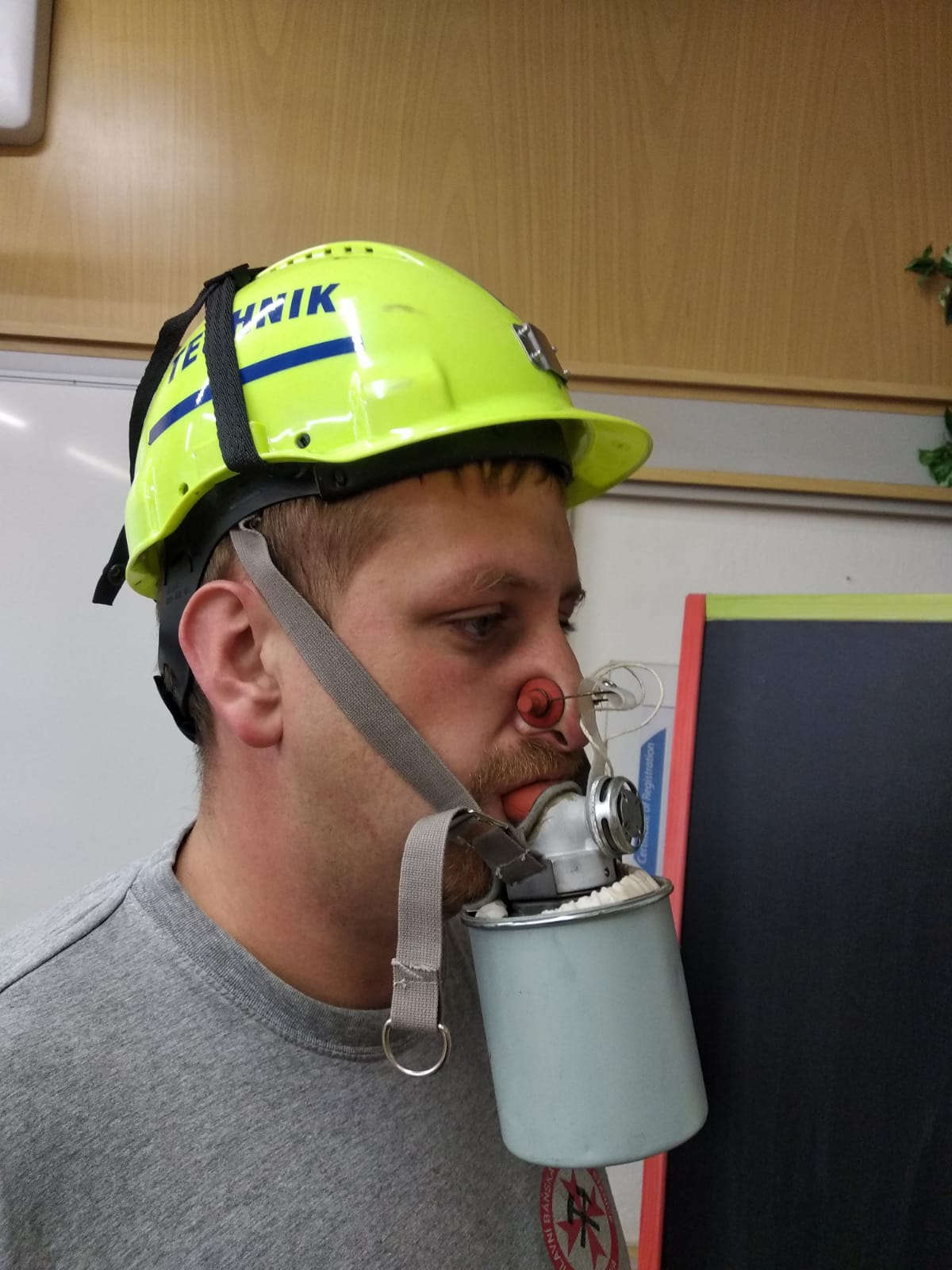
Nasazení ZP
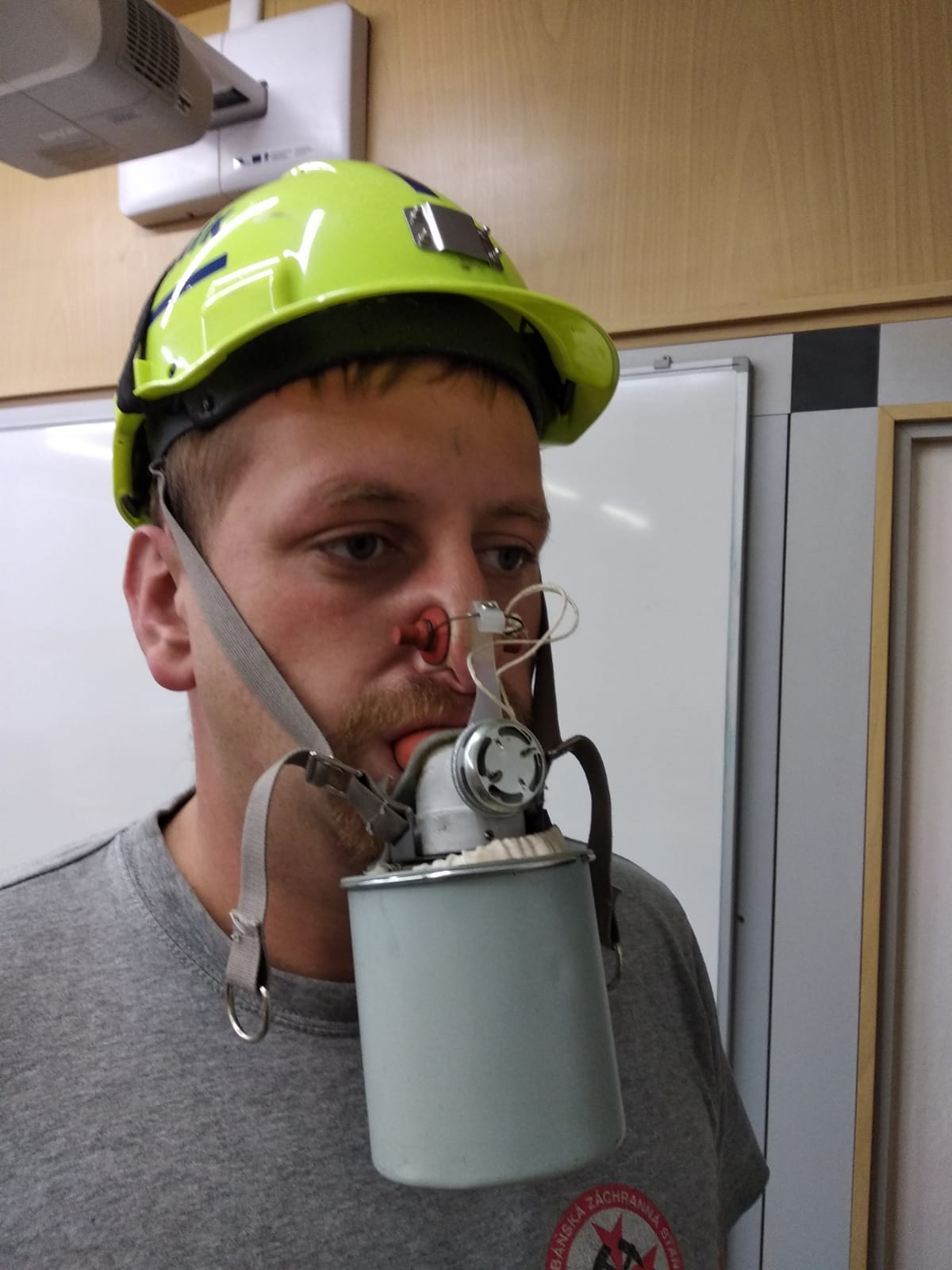
Nasazení přístroje ZP 4
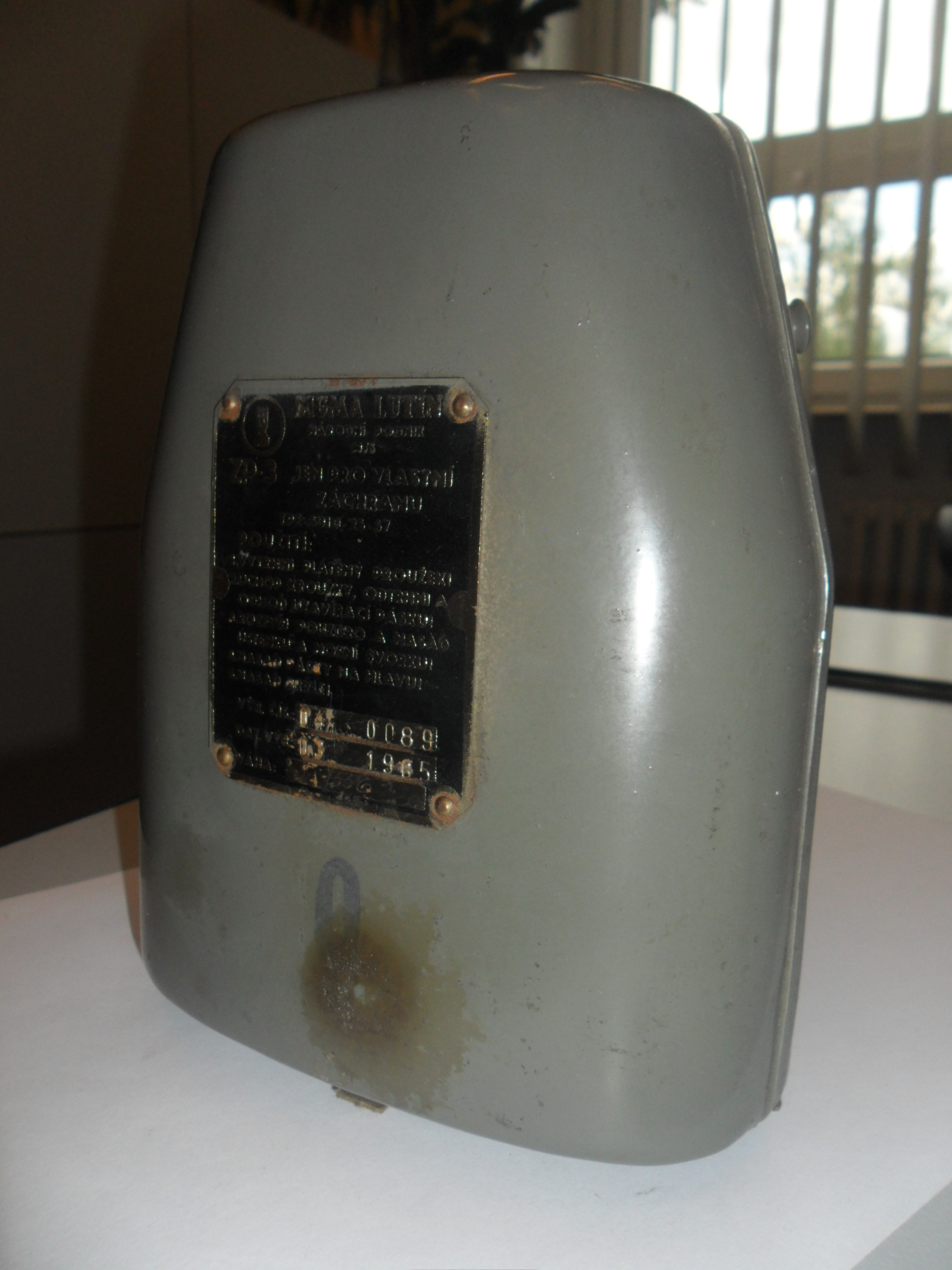
Starší typ ZP 3
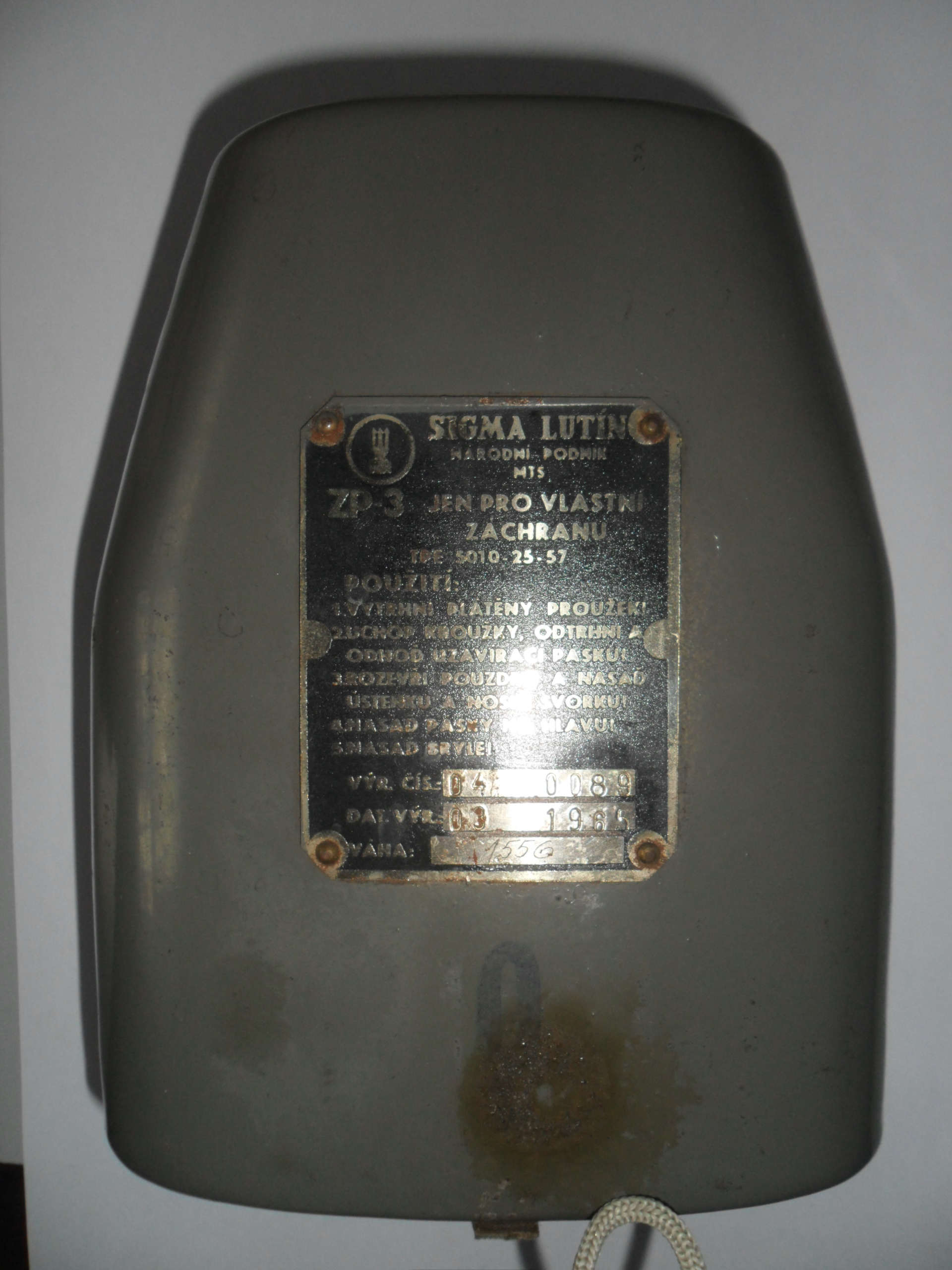
ZP 3
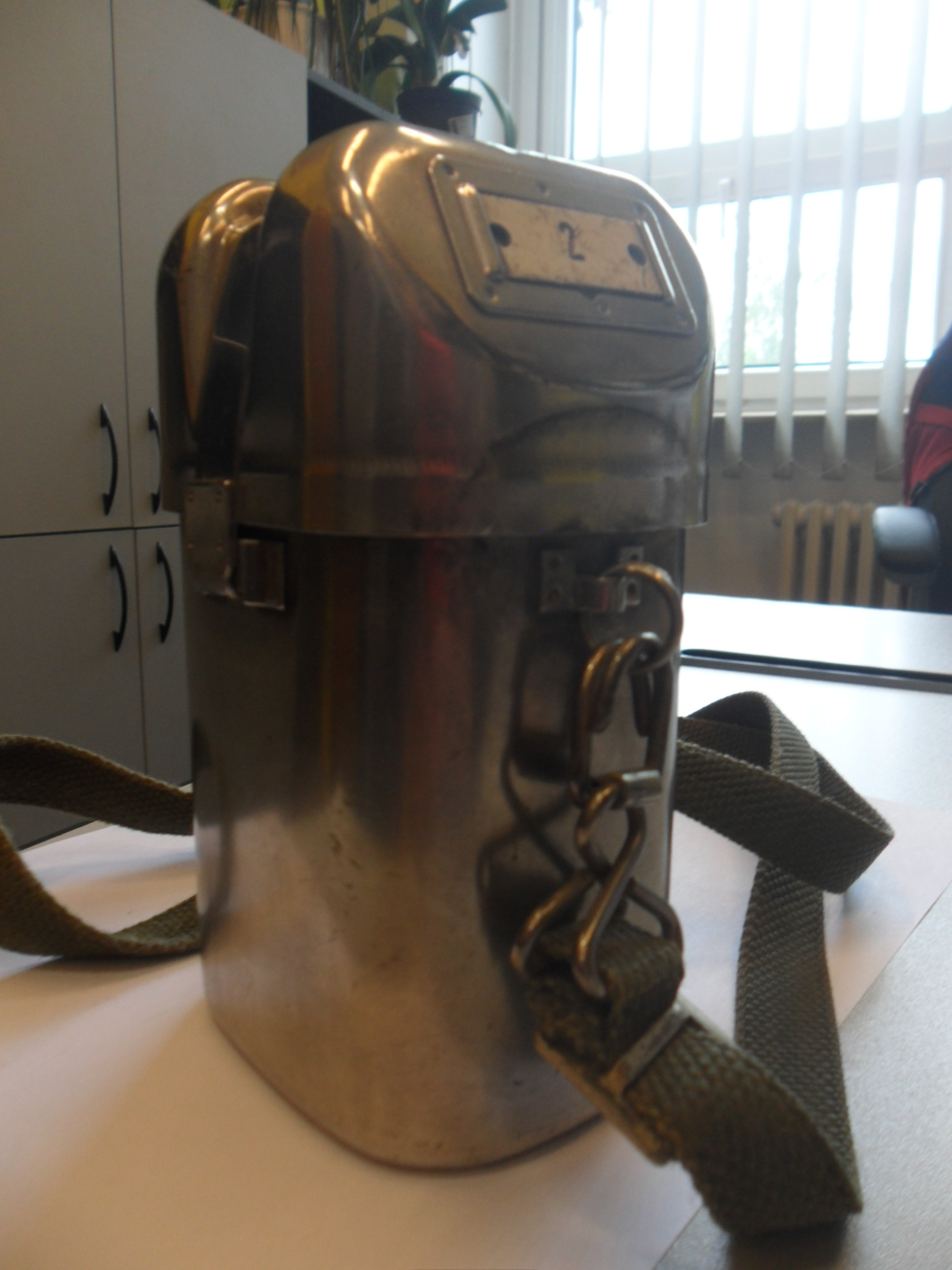
Starší typ W65-2 AUER
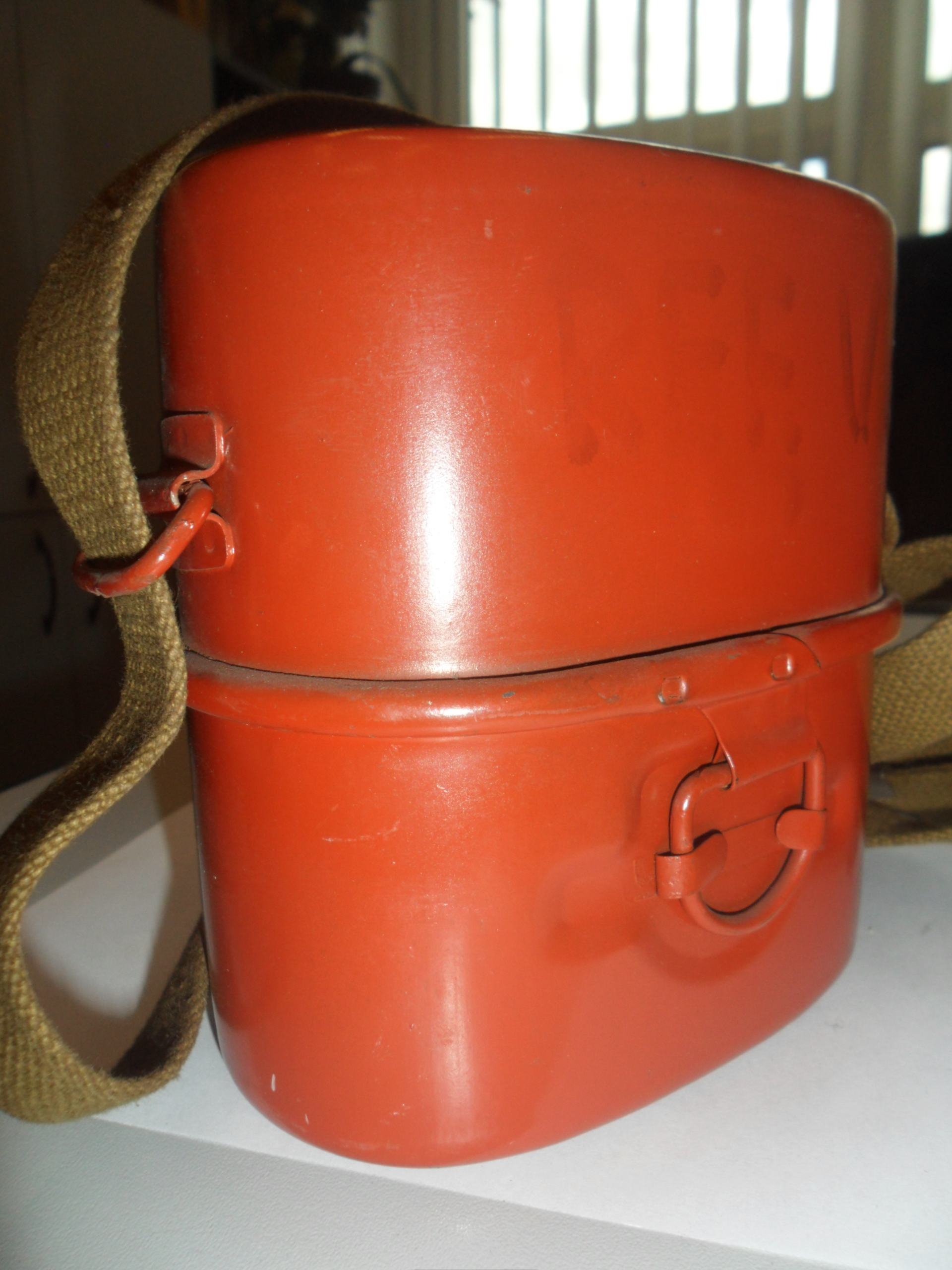
SPL 2 vyrobeny v SSSR 1973